# برساق
نان برساق یکی از نان‌ها یا نوعی نان شیرین پهن و کوچک در استان‌ کرمانشاه، استان ایلام و غرب استان همدان و غرب استان لرستان است.  نان برساق از نان های محلی و سنتی است در استان کردستان مانند بیجار نیز برساق نامیده می‌شود. به این نان در زبان ترکی سنقری پیشیک گفته میشود.
این نان  از آرد، شکر، روغن، تخم مرغ، شیر، نمک و زرد چوبه درست می‌شود. طرز تهیه به این‌صورت است که تمامی مواد با هم مخلوط شده و ورز داده می‌شود سپس به شکل خمیر نازک درآمده و در آخر در روغن فراوان سرخ می‌شود.

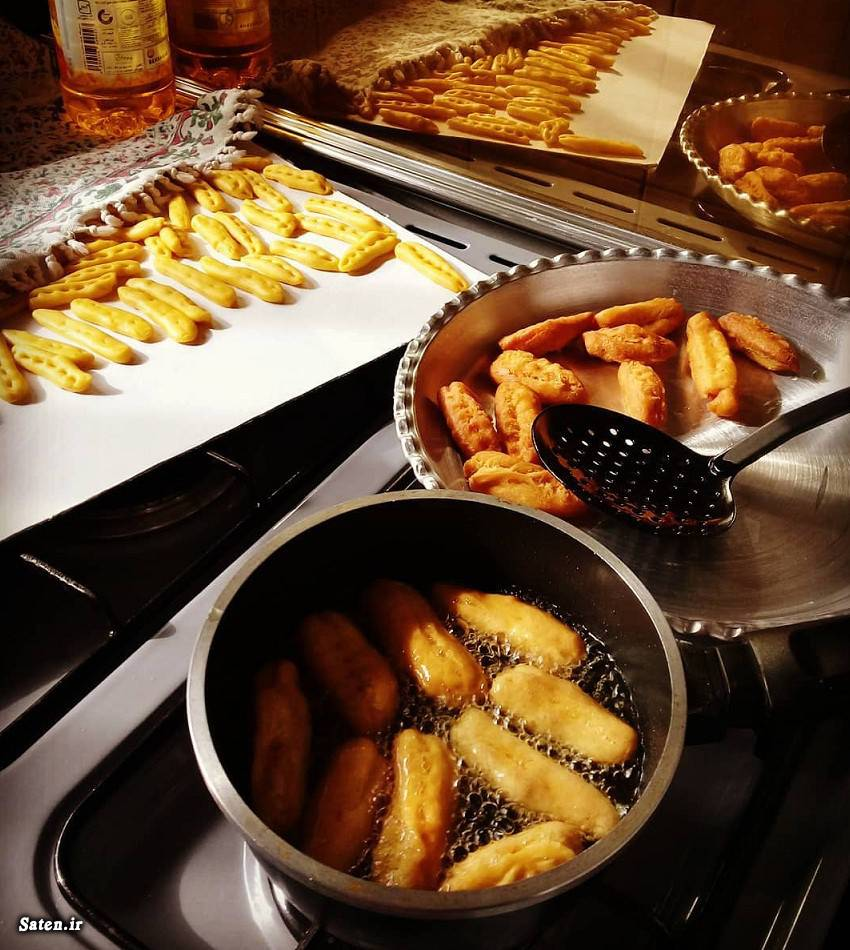
طرز پخت برساق در روغن

## تفاوت با بژی (شیرینی) یا شیرینی برساق
بژی (شیرینی) یا بژی برساق یک نوع شیرینی در کرمانشاه و کردستان و ایلام و لرستان به صورت زیر می‌باشد. همه مواد را با هم مخلوط کرده و به صورت گلوله‌های مخروطی که همانند انگشتان جمع شده می‌باشد (و به همین دلیل آن را برساق می‌نامند) شکل می‌دهند و در روغن سرخ می‌کنند و روی آن را با شکر تزیین می‌کنند.